# François Baillairgé
François Baillairgé fue un arquitecto , pintor y escultor, nacido en Quebec el 21 de enero de 1759 y fallecido el 15 de septiembre de 1830

## Datos biográficos
Hijo de Jean Baillairgé (1726-1805), François comenzó su aprendizaje en el taller de su padre a la edad de 14 años. Allí estudia y se prepara en la escultura y la arquitectura y ejerce como ebanista. Su hermano, Pierre-Florent, fue también escultor y su socio en el negocio. 
Estudió primero en el Petit Séminaire de Québec y posteriormente permanece como estudiante en París asistiendo a la Academia real de pintura y de escultura de 1778 a 1781, durante tres años, regresando al Bajo-Canadá en 1781. Su entrenamiento en París, aunque no concluido, le dio una buena base en pintura, escultura y arquitectura.
Una buena parte de su obra se desarrolla en el terreno de la pintura y se mantuvo muy activo en esta disciplina, aunque no obtuvo el nivel de éxito que esperaba. También llegó a un alto nivel de excelencia como tallador de madera en los proyectos arquitectónicos, trabajando en el taller de su padre.
En 1815, hizo entrar a su hijo, Thomas, en el negocio familiar y produjeron juntos algunas obras sustanciales. François también firmó muchos planos de arquitectura para diferentes clientes.

## Obras
Algunos de sus dibujos se conservan en la Galería Nacional de Canadá en Otawa. También en el Museo Nacional de Bellas Artes de Quebec se conserva el dibujo de un hombre de espaldas
También destaca una cabeza de Cristo, tallada en madera, conservada en la Galería de Arte de la Gran Victoria en la Columbia Británica
De entre sus proyectos arquitectónicos destaca el Centro Morrin, en Quebec, construido en 1814. el edificio fue utilizado como presidio.

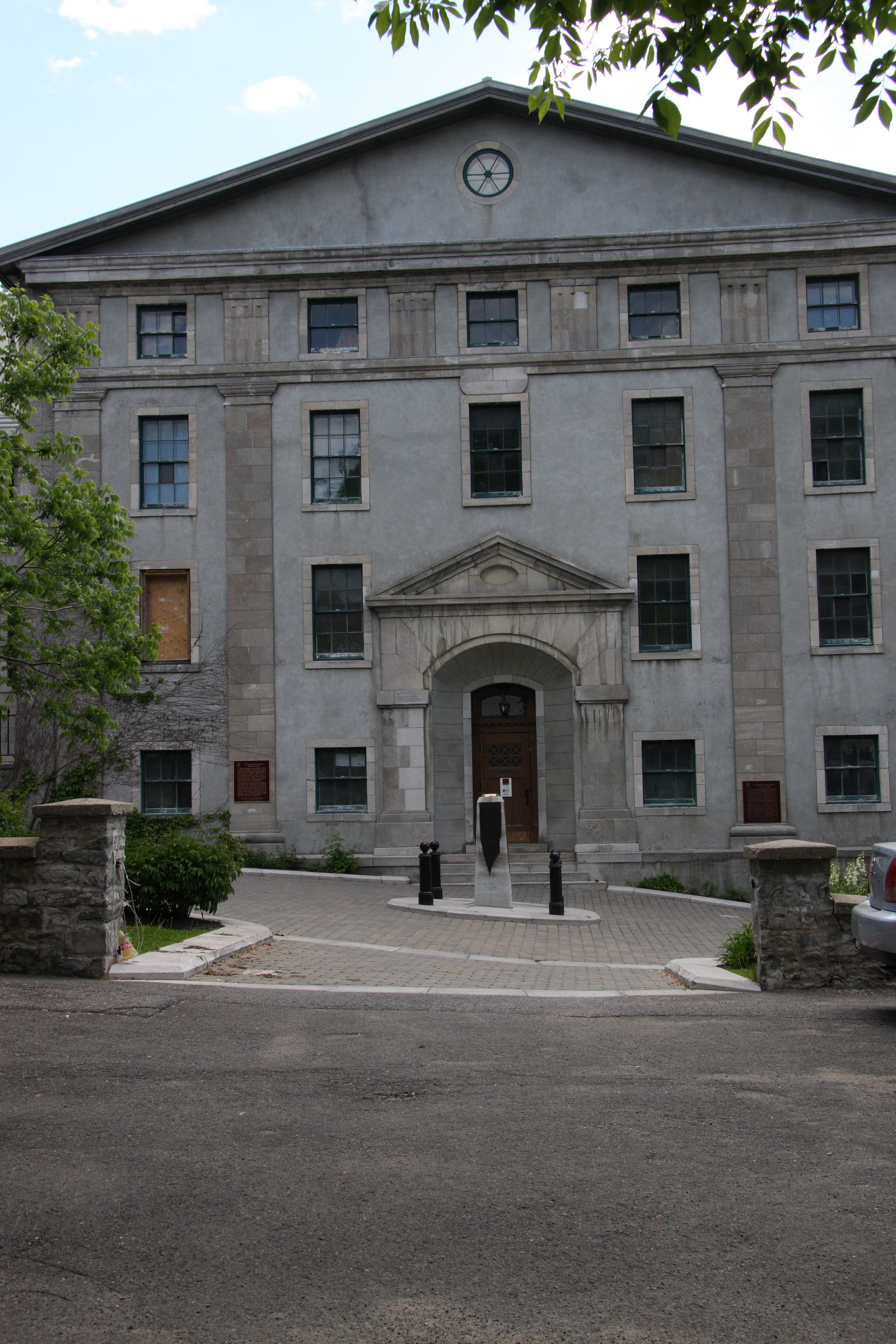
Fachada principal del Centro Morrin